# Park Andrzeja Błachańca
Der Park Andrzeja Błachańca (bis 1945: Georg-Snay-Park) ist eine Grünanlage in Zgorzelec in der polnischen Oberlausitz. Der Park wurde um die Jahrhundertwende in der Görlitzer Oststadt angelegt, erfuhr jedoch seine späteren Ausmaße während der 1920er Jahre. Die Gartenbaudirektoren Ernst Schneider und Heinrich Diekmann beeinflussten die Gestaltung maßgeblich. Nach dem Zweiten Weltkrieg kamen die Gebiete östlich der Neiße und somit auch der Park unter polnische Hoheit. Während der Zeit der Volksrepublik Polen trug die Anlage den Namen Park Odrodzonego Wojska Polskiego (deutsch: Park der wiedergeborenen polnischen Armee).

## Lage
Die ausgedehnte Parkanlage erstreckt sich südöstlich der Oberlausitzer Ruhmeshalle bis zu den Wohnblocks an der ulica Powstańców Śląskich im Westen. Im Norden wird der Park durch die ulica Stanisława Konarskiego und im Süden durch eine Kleingartensiedlung an der ulica Bolesława Krupińskiego begrenzt. Südlich der Ruhmeshalle befindet sich das sogenannte Amphitheater – eine Freilichtbühne.
Im Westen des Parks an der Freilichtbühne liegt ein See mit einer kleinen Insel in der Mitte, der früher Ententeich genannt wurde. Südwestlich des Sees steht die ehemalige Teichbaude. Weiter östlich befindet sich ein weiterer langgestreckter Teich. In dessen nördlicher Verlängerung befand sich einst die sogenannte Planschwiese.

## Geschichte

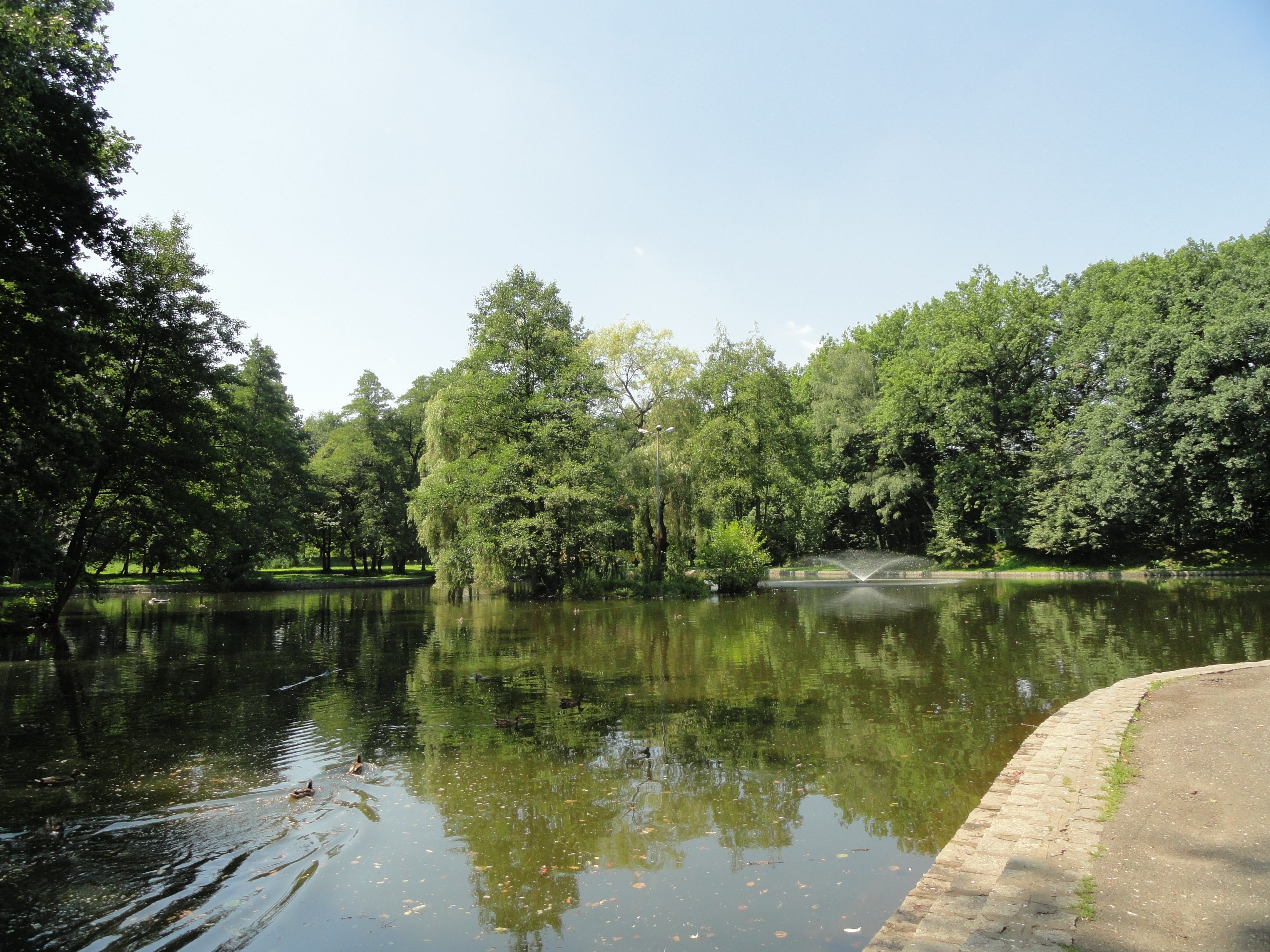
Teich am Dom Kultury

Der Park wurde auf entsumpften Grund beim Ausbau des östlichen Neißeufers Ende des 19. Jahrhunderts angelegt. Bereits nach dem Ausbau 1893 fand ein Jahr später die Görlitzer Rosenausstellung statt. Während der Kaiserzeit entwickelte sich der Park zu einer Art Volkspark. Die Grünanlage trug Züge eines Landschaftsparks mit geschlängelten Wegen, die an unterschiedlichsten Gehölzgruppen vorbeiführten. Im Zentrum der Anlage wurde der Ententeich mit einer Insel angelegt. Um das Gewässer wurden zahlreiche Weiden gepflanzt.

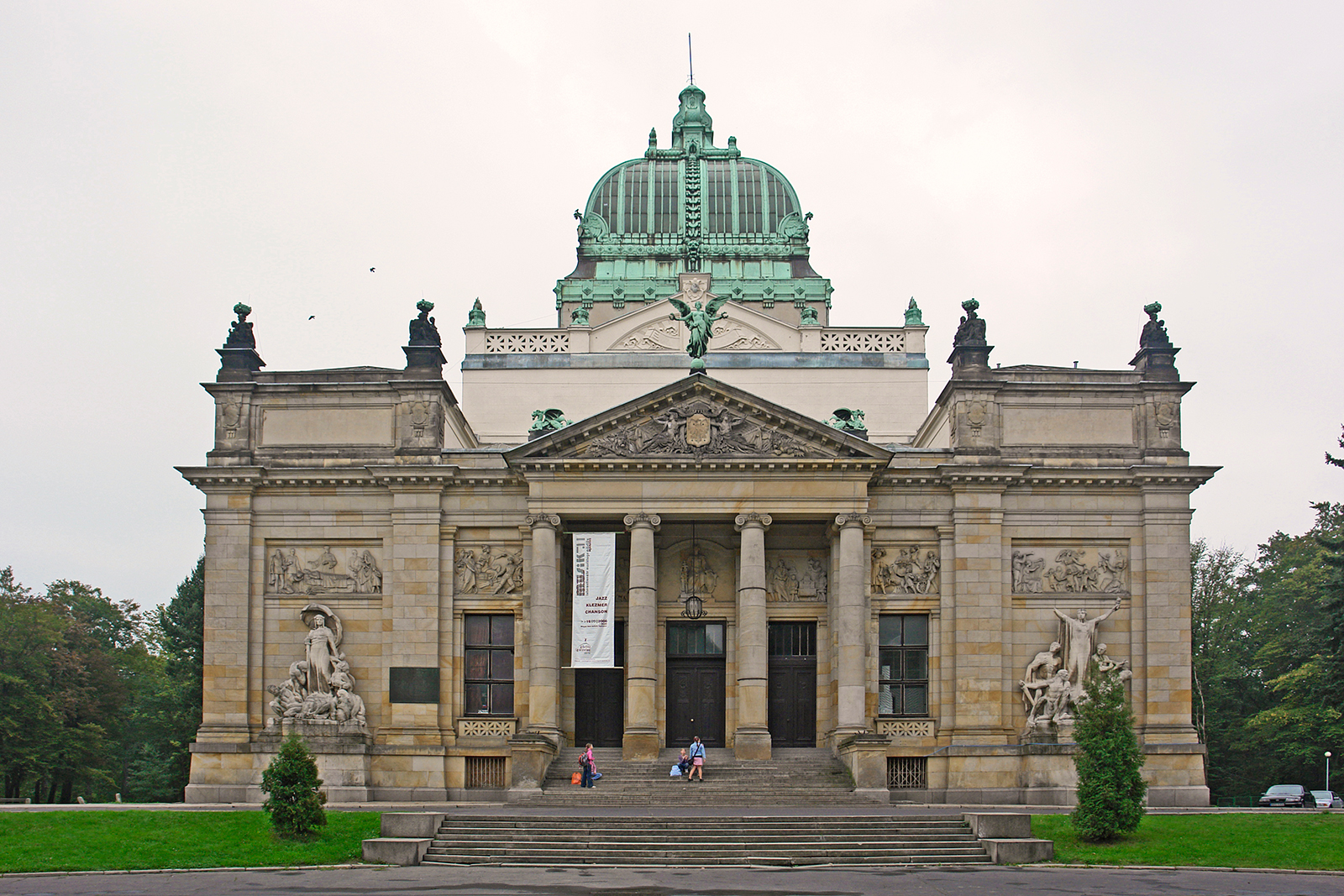
Ehemalige Oberlausitzer Ruhmeshalle, heute Kulturhaus der Stadt

Im Jahr 1902 wurde die Oberlausitzer Ruhmeshalle inmitten des damaligen Parks eingeweiht. Der Zugang zu dem Neubau wurde bereits ein Jahr zuvor mit Blumenbeeten verschönert. Im Jahr 1905 fand auf dem benachbarten Friedrichsplatz (heute: Plac Jerzego Popiełuszki) und im Park südlich der Ruhmeshalle die Niederschlesische Gewerbe- und Industrieausstellung statt. Auf ca. 16,4 Hektar boten 114 Aussteller in zahlreichen Pavillons ihre Waren dar. Im Rahmen der Ausstellung wurde der Park um die Ausstellung herum aufgeschmückt und es entstanden drei Tennisplätze südlich des Ententeichs. Auch die benachbarte Teichbaude entstand. Sie ist eine kleine Nachbildung der Teichbaude im Riesengebirge. Auf dem Parkgelände fanden auch Feste, Konzerte, Illuminationen, Varietés und Ballonaufstiege statt.
Unter dem Parkdirektor Heinrich Diekmann entstand die Schöne Aussicht. Ein Gehweg aus Feldsteinen führte von der Ruhmeshalle über eine Bogenbrücke auf die Aussichtsstelle auf einer Anhöhe an der Neiße. Zwei Treppenschwünge führten hinauf auf das Aussichtsplateau, das ebenfalls aus Feldsteinen errichtet wurde. Vom Plateau bot sich dem Betrachter ein Ausblick auf die unterhalb der Anhöhe fließende Neiße und das gegenüberliegende Stadtgebiet.

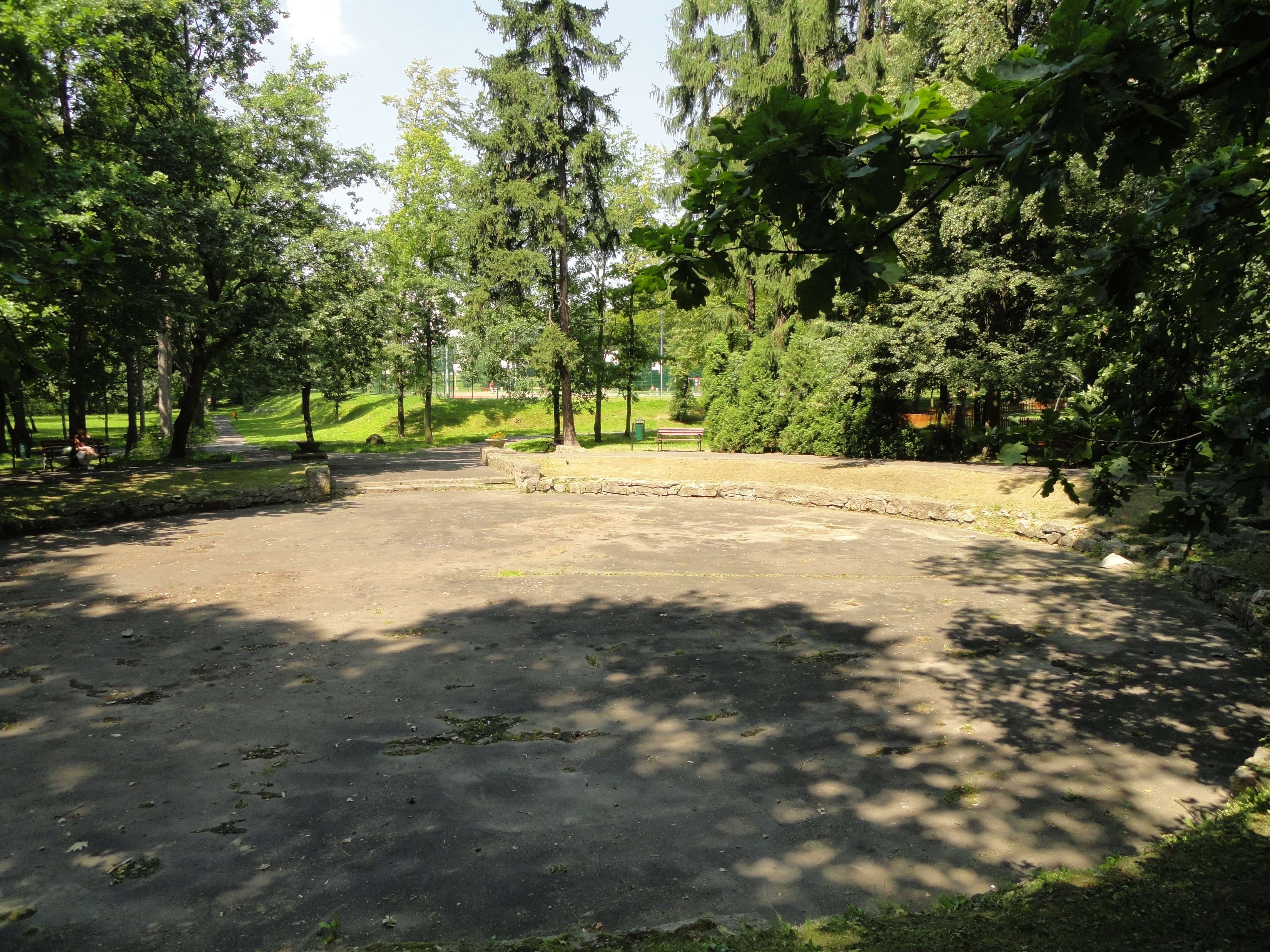
Ehemalige Planschwiese 2012

Eine grundlegende Erweiterung erfuhr der Park Mitte der 1920er Jahre während der Weimarer Republik. Mit Hilfe von Notstandsarbeiten von Erwerbslosen wurde dem Park ein neues Gesicht verliehen. Östlich des Ententeichs entstand am Birkenbüschchen ein weiterer Teich. Die Teiche dienten auch der Fischzucht, um der Stadtbevölkerung eine bessere Ernährung zu gewährleisten. Gleichzeitig schuf man südöstlich des Friedrichsplatzes die Planschwiese nach Plänen des Parkdirektors Diekmann. Das runde Becken war aus Natursteinen gemauert, 25 Zentimeter tief und hatte eine Kiessohle. Am Beckenrand befanden sich 10 Bänke und Pflanzentröge. Auch zwei Kinderplastiken von Dorothea von Philipsborn schmückten den westlichen Zugang zum Becken.

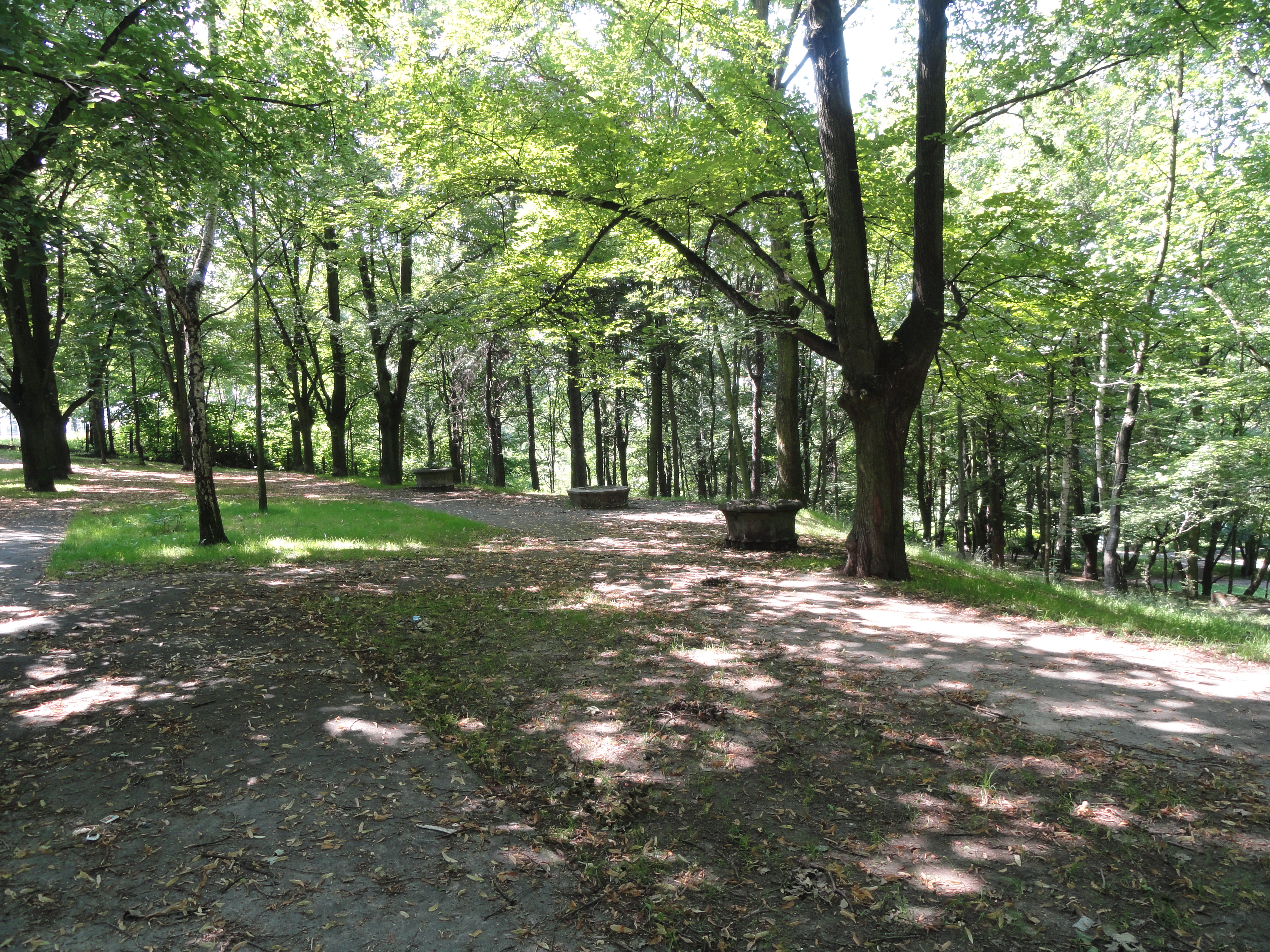
Ehemaliges Rosarium im Feldberggarten 2012

Zwischen 1927 und 1929 wurde oberhalb des Birkenbuschteichs der Feldberggarten als östlicher Abschluss des Parks angelegt. Auch ein alter Steinbruch wurde in die Gestaltung einbezogen. Der Feldberggarten bestand aus mehreren Terrassengärten, die von natürlichen Steilhängen umgeben waren. Neben dem Tanzplatz und einem Spielplatz entstanden auch ein Steingarten und ein Rosarium. Die verschiedenen Ebenen waren unter anderem mit einer Sonnenuhr, Riesenvasen und Kleinplastiken ausgestattet. Vom Feldberggarten bot sich ein Blick über den gesamten Park und die Stadt bis hin zur Landeskrone und zur Peterskirche. Der Feldberggarten war durch eine Hauptachse und fünf Terrassenstufen gegliedert.
Die oberste Terrasse bildete das Rosarium. Aus Richtung Osten kommend konnte man das Rosarium durch eine Tür und einen nachfolgenden Koniferenhain betreten. Das Rosarium bestand aus drei großen Beeten, die dicht mit Rosen bepflanzt waren. Ein strohgedeckter Pavillon bot den Besuchern Schutz. Um den Unterstand wuchsen Fichten, Weymouthkiefern, Silbertannen und Rhododendren. Am Weg stand talseitig am hortensienbewachsenen Hang eine Sonnenuhr sowie an deren Seite je eine bepflanzte Kunststeinvase. Die folgende zweite Terrasse war mit dreieckförmigen Dahlienbeeten und kastenförmig geschnittenen Buchenbäumchen verziert. Über eine Steintreppe gelangte man zur dritten Ebene, deren Hang mit Blautannen, Knieholz und Alpenrosen bepflanzt war.
Auf die vierte Terrasse gelangte man ebenfalls über eine Steintreppe. Die Mittelbeete der Ebene waren ebenfalls mit Rosen bepflanzt. Im mittleren Beet befand sich auf einem Sockel aus behauenen Granitsteinen eine Plastik mit zwei auf einer Kugel tanzenden Knaben. Die Plastik stammte ebenfalls von der Künstlerin Dorothea von Philipsborn. Thematisch stellte die Plastik den Übergang zur letzten Ebene dar – der Tanzwiese. Die hippodromförmige Wiese war mit eisernen Bänken umstanden.
Im Zentrum der Feldberganlage befand sich der Steingarten mit einem kreuzförmigen Senkgarten, der mit Steingartenstauden bepflanzt war. Sternförmige, schmale Steinpfade erschlossen das Beet. Das Betreten der Pfade war Erwachsenen vorbehalten, um Beschädigungen zu vermeiden. An der Nordseite des Steingartens stand eine Halle aus Fichtenstämmen, die sich auf der Südseite mit einer Pergola öffnete. Weiterhin befanden sich in den Ecken des Steingartens drei runde Tische mit drumherum stehenden Bänken, die die Parkbesucher zum Verweilen einluden.
Der Park wurde zu Ehren des langjährigen Oberbürgermeisters Georg Snay in Georg-Snay-Park umbenannt. Im Jahr 1934 entstand südlich der Ruhmeshalle die Freilichtbühne. Nach dem Ende des Zweiten Weltkriegs wurde der östlich der Lausitzer Neiße gelegene Teil der Stadt Görlitz gemäß dem Potsdamer Abkommen Polen zugeschlagen. Somit stand nun auch der Park an der Ruhmeshalle unter polnischer Administration.

## Heute
Die Plastiken der Künstlerin Dorothea von Philipsborn sind heute nicht mehr erhalten. Das Planschbecken ist heute trockengelegt. Auch die Sichtachsen vom Feldberggarten zur Ruhmeshalle bzw. auf die Stadt sind heute zugewachsen. Auch die Blumenbeete auf den verschiedenen Terrassen sind zum Großteil verwildert. Der östlichste Teil der Feldberganlage wurde mit Wohnhochhäusern bebaut.
Im ehemaligen Ententeich sprudeln heute mehrere Fontänen. Die benachbarte Teichbaude ist in ihrer ursprünglichen baulichen Form nicht mehr vorhanden. Der heutige Bau hat die Ähnlichkeit zur originalen Teichbaude im Riesengebirge verloren, jedoch fand der Umbau des Hauses vermutlich bereits zu deutscher Zeit statt. Es wird heute als Unterkunft für in Not geratene alleinerziehende Mütter genutzt. Das Freilichttheater an der Ruhmeshalle, das heutige städtische Kulturhaus, wird immer noch für kulturelle Veranstaltungen genutzt. Östlich der Ruhmeshalle entstand ein großer Sport- und Spielplatz.
Ein Konzept sieht die Wiederherstellung der Parkanlage mit Bezugnahme auf das historische Vorbild vor.